# Rhesala cineribasis
Rhesala cineribasis là một loài bướm đêm trong họ Noctuidae.